# HMS Venturer (1943)
HMS Venturer (P68) — английская подводная лодка времён Второй мировой войны, головной корабль типа U с длинным корпусом, программа 1941/42 годов (официальное название), часто именуемого типом V. Третий корабль Королевского флота, носивший название HMS Venturer.

## Постройка
Заказан по военной программе 1941—1942 годов. Заложен 25 августа 1942 года, спущен на воду 4 мая 1943 года. Вошёл в строй 19 августа 1943 года, командир — лейтенант Джимми Лондерс (англ. James Stuart Launders).

## Служба
2 марта 1944 года HMS Venturer торпедировал и потопил немецкое судно Thor (2526 брт) в районе Штадланет, Норвегия, в точке 62°10′ с. ш. 05°05′ в. д..
15 апреля 1944 года торпедировал и потопил немецкое судно Friedrichshafen (1923 брт) примерно в 15 милях к юго-юго-востоку от Эгерсунн, Норвегия, в точке 58°15′ с. ш. 06°00′ в. д..
11 сентября 1944 года торпедировал и потопил норвежское торговое судно Vang (678 брт) примерно в 4 милях к востоку от острова Листа, Норвегия, в точке 58°03′ с. ш. 06°34′ в. д..
13 сентября 1944 года выпустил 3 торпеды по норвежскому судну Force (499 брт) к северо-западу от Эгерсунн, Норвегия. Все три торпеды прошли мимо цели. Затем Venturer открыл огонь из орудия, но был вынужден прервать атаку, из-за обстрела береговых батарей.
11 ноября 1944 года потопил немецкую подводную лодку U-771 в Анд-фиорде, в 7 милях (13 км) к востоку от Анденес, Норвегия, недалеко от Лофотенских островов в точке 69°17′ с. ш. 16°28′ в. д..
19 марта 1945 года торпедировал и потопил немецкое судно Sirius (998 брт) в районе Намсос, Норвегия, в точке 64°38′ с. ш. 10°36′ в. д..

### Уничтожение U-864

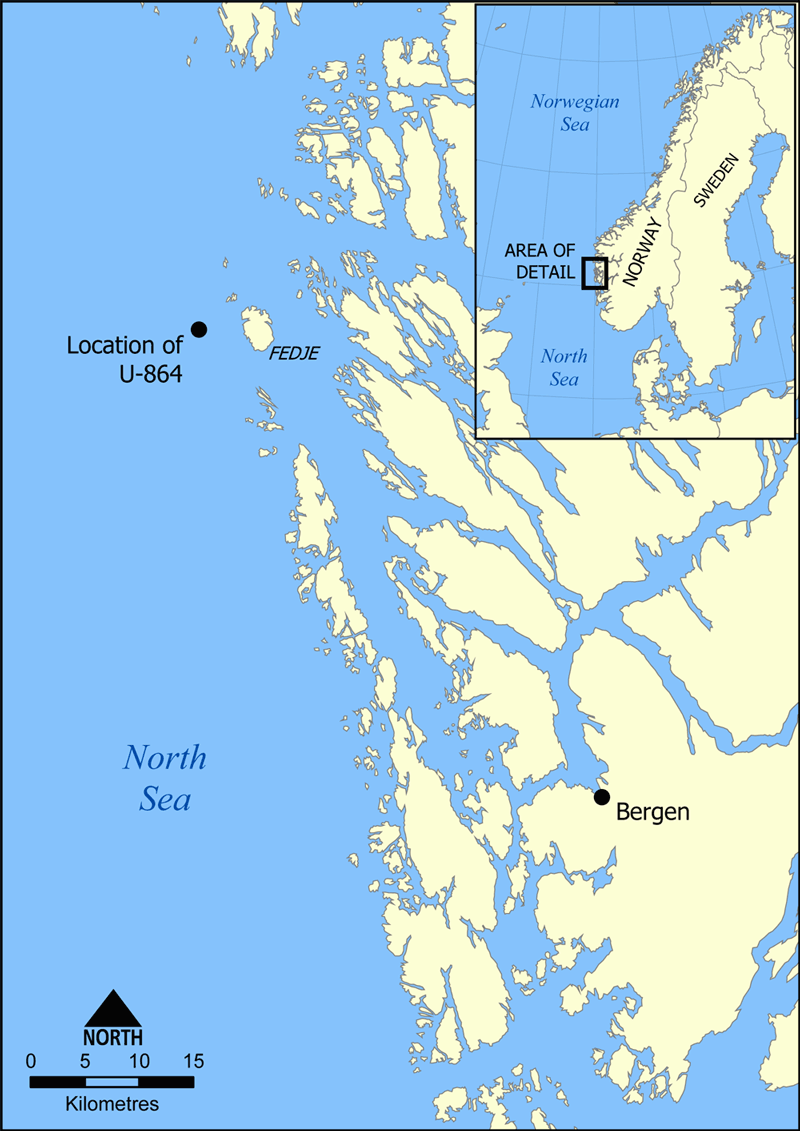
Место потопления U-864

Самым известным однако, стал его одиннадцатый поход в феврале 1945 года, в который он вышел из базы подводных лодок Лервик, Шетландские острова, под командой 25-летнего лейтенанта Лондерса.
Venturer был направлен в район Федье, на основе расшифрованного перехвата немецких радиограмм, с приказом найти, перехватить и уничтожить немецкую U-864, которая ожидалась в этом районе со стратегическими грузами для Японии, включая 65 тонн ртути и части для реактивных двигателей Messerschmitt Me.262. Второй раз её уточнённые координаты и предполагаемый курс были получены британцами 6 февраля, когда U-864 послала сообщение на базу о том, что возвращается в Берген из-за неисправности дизеля.
6 февраля 1945 года U-864 прошла район Феде необнаруженной. Но 9 февраля около 08:40 Venturer услышал шумы винтов. Лондерс решил не использовать гидролокатор, чтобы не выдавать себя. Около 10:00 его первый лейтенант в перископ обнаружил подводную лодку, в тот момент когда её командир искал в перископ свои корабли для сопровождения в базу. U-864 двигалась под одним дизелем, используя шноркель. Лондерс выждал 45 минут после первого контакта, прежде чем в 10:50 скомандовал боевую тревогу.
Но для атаки данных было недостаточно. Кроме пеленга на цель, требовалась дистанция, а желательно, ещё курс и скорость. Скоро стало ясно, что противник идёт курсом приблизительно 120°. Последовал необычайно долгий для подводной лодки период определения элементов движения цели. Venturer шёл параллельно и правее. Обе лодки были в ситуации, к которой экипажи не были подготовлены. Лондерс ожидал, что U-864 всплывёт и тем самым предоставит ему лёгкую цель. Но стало ясно, что противник всплывать не собирается и идёт, используя зигзаг. По косвенным данным — изменению пеленга в зависимости от собственных манёвров — Лондерс постепенно получил дистанцию до цели, и смог оценить скорость и длину колен зигзага. Для вычислений он пользовался инструментом собственного изобретения, по существу, специализированной логарифмической шкалой кругового типа. После войны и инструмент, и сам метод выхода в атаку по пеленгам стали стандартом. Метод позднее лёг в основу алгоритма решения 3-мерной задачи торпедной стрельбы. Время от времени обе лодки рисковали поднять перископ. Лондерс использовал это для уточнения пеленгов.
Venturer имел запас только 8 торпед, в отличие от 22 на U-864. Через три часа Лондерс решил что достаточно хорошо выявил зигзаг противника, и сделал четырёхторпедный залп в предсказанную точку, с растворением по курсу и глубине. До этой атаки, глубина цели не считалась переменной, а принималась фиксированной по её осадке. Таким образом, этот расчёт принципиально отличается от прошлых 2-мерных задач, решаемых на аналоговом приборе торпедной стрельбы (ТАС).
Первая торпеда вышла в 12:12, следом ещё три, с 17,5-секундным интервалом. В 12:14 Лондерс записал в журнале: «Громкий взрыв, звуки разрушения корпуса». Лондерс увёл лодку на глубину, уклоняясь от возможной контратаки. U-864 услышала шумы торпед, и начала собственный манёвр уклонения. Первые три торпеды прошли с промахом. Четвёртая поразила U-864 в корму от ограждения рубки. От взрыва корпус лодки разломился на две части. Все 73 члена экипажа погибли. Нос и корма затонули на глубине около 150 м (500 футов) в точке с координатами 60°46′ с. ш. 04°35′ в. д..
За эту победу Лондерс был награждён планкой к своему ордену «За заслуги».  Это был первый случай в истории военно-морского искусства, когда одна подводная лодка потопила другую, в то время как обе были под водой.
В середине 1945 года лодку принял новый командир, лейтенант Эндрю Чалмерс (англ. Andrew Thomas Chalmers). Командовал до 30 января 1946 года.

## В ВМС Норвегии
В январе 1946 года Venturer был выведен из состава флота и продан Норвегии. Вошёл в строй в том же месяце как KNM Utstein. В январе 1964 года отправлен на слом.